# ユダヤ戦記
『ユダヤ戦記』（ユダヤせんき）は、1世紀にユダヤ人フラウィウス・ヨセフスによって書かれたユダヤ戦争の記録、全7巻。
著者の都合に合わせて事実をゆがめているなどの批判はあるものの、ユダヤ戦争の目撃者による貴重な記録である。もともとギリシャ語で書かれていたが、古代においてラテン語に訳され、さらに近代に入ると各国語に訳されて多くの読者を得た。

## 成立の経緯
ヨセフスはもともとユダヤ側の指揮官であったが、ガリラヤのヨタパタの陥落によってローマ軍に投降し、以後ティトゥスの配下としてエルサレムの陥落までユダヤ戦争の全期間にわたって従軍した。ヨセフスはティトゥスの凱旋にしたがってローマへ渡り、死ぬまで同地で暮らした。ローマにおいて厚遇され、豊富な資料と自らの体験をもとにして『ユダヤ戦記』を記した。『ユダヤ戦記』の最初の版は80年ごろに完成したと考えられている。ヨセフス自身の言葉によれば、もともとアラム語版が書かれ、それをもとにギリシャ語版が書かれたというが、このアラム語版は現存しない。
もともと6巻構成であった『ユダヤ戦記』に、後にヨセフスが7巻を付け加えている。

## 各巻の内容
全7巻からなる『ユダヤ戦記』の各巻の内容と記述されている年代は以下のとおり。
第一巻（紀元前200年ごろ-紀元前4年）
執筆にいたる経緯、マカバイ戦争の勃発からハスモン朝の成立、ハスモン朝の終焉とヘロデ大王の登場、ヘロデ家の内紛とヘロデ大王の死。
第二巻（紀元前4年-紀元66年）
アルケラオの継承からローマによる属州化、ユダヤ教各派（エッセネ派、ファリサイ派、サドカイ派）の解説、ティベリウス帝の登場、ユダヤ戦争の発端、シリア知事ケスティオスの敗北、ヨセフスのガリラヤ防衛。
第三巻（紀元67年）
ネロ帝によるウェスパシアヌスの派遣、ガリラヤの攻防、ヨセフスの投降。
第四巻（紀元67-69年）
ヴェスパシアヌスのエルサレムへの進撃、ユダヤ人内部の抗争、ネロの死とローマ帝国の混乱、ヴェスパシアヌスの皇帝推戴、司令官ティトゥスの派遣。
第五巻（紀元70年）
ティトゥスによるエルサレム攻囲、エルサレム内部の状況。
第六巻（紀元70年）
神殿の炎上とエルサレムの陥落、ティトゥスのエルサレム入城。
第七巻（紀元70-75年）
戦後処理とローマでの凱旋式、ヘロディオン・マカイロス・マサダにおけるユダヤ人残党の抗戦と鎮圧。各地でのユダヤ人の陰謀。

## 内容と評価
『ユダヤ戦記』は古代のギリシャ・ローマの歴史書にならい、登場人物の演説を随所に挿入するというスタイルをとっている。内容に関しては全編を通して人数の極端な誇張がみられる。また、後に書かれた『自伝』との矛盾点がみられることなどから、ヨセフスが事実を自分の都合のいいように書き換えているという批判が古代からしばしばなされてきた。
しかし、執筆直後から戦勝国のローマ人による高い評価を得ることに成功した本書は、やがてエウセビオスなど初期のキリスト教の著述家によってさかんに取り上げられるようになる。それは『ユダヤ戦記』がマカバイ記と新約聖書をつなぐものであること、福音書と使徒行伝の時代の同時代史となっていることであり、何より執筆者の意図を無視してユダヤ人攻撃のための格好の資料として用いられたためである。
それはエルサレムの崩壊とユダヤ人の受難をイエスを死に追いやったことの報いとして位置づけたためと、福音書にみられるイエスのエルサレム崩壊の預言が成就したことを『ユダヤ戦記』において説明することでイエスの権威を増すことが出来たからであった。
『ユダヤ戦記』は古代以来ラテン語版でさかんに読まれ、近代以降は英語・フランス語を初めとする各国語に翻訳されて多くの読者を得た。近代のヨーロッパの知識人にとって聖書とならぶキリスト教の主要テキストという位置づけがなされていたのである。

## 日本語訳
日本語訳書は、土岐健治訳の日本基督教団出版局版と、新見宏訳の山本書店版の二種が刊行されている。日本基督教団出版局版は、ロウブ古典叢書の1967年校訂版を底本とし、原点に忠実かつ最新の研究成果を積極的・批判的に取り上げた詳細な訳註を提供している。山本書店版は、ビュデ叢書を底本とし、原典を研究する専門家のためではなく、広くユダヤ史、新約時代史などに関心を持つ読者人を対象としている。山本書店版は、新見の急逝により、第二分冊は新見に加え秦剛平及び中村克孝の共訳、第三分冊は秦の単訳となった。
- 秦剛平 訳『ユダヤ戦記 1』筑摩書房、東京〈ちくま学芸文庫〉、2002年2月6日。ISBN 4-480-08691-9。 NCID BA55714065。OCLC 674828628。全国書誌番号:20311201。
- 秦剛平 訳『ユダヤ戦記 2』筑摩書房、東京〈ちくま学芸文庫〉、2002年3月6日。ISBN 4-480-08692-7。 NCID BA55714065。OCLC 674828675。全国書誌番号:20311202。
- 秦剛平 訳『ユダヤ戦記 3』筑摩書房、東京〈ちくま学芸文庫〉、2002年4月10日。ISBN 4-480-08693-5。 NCID BA55714065。OCLC 675486028。全国書誌番号:20289034。

## ゲーム
- 『The Siege of Jerusalem』（The Avalonhill games、MMP）

## 脚註